# رائد حجازي
رائد حجازي المولد في كاليفورنيا هو أحد 4 رجال هم محمد الذهبي ونبيل المرابح وبسام كنج اللذين التقوا في معسكر خلدن أثناء الاجتياح السوفييتي إلى أفغانستان.